# Bagnac-sur-Célé
Bagnac-sur-Célé é uma comuna francesa na região administrativa de Occitânia, no departamento de Lot. Estende-se por uma área de 22,29 km². Em 2010 a comuna tinha 1 507 habitantes (densidade: 67,6 hab./km²).